# یوری بلیایف (بازیکن فوتبال)
یوری بلیایف (روسی: Юрий Иванович Беляев؛ ۲ آوریل ۱۹۳۴ – ۱۴ دسامبر ۲۰۱۹) بازیکن فوتبال اهل اتحاد جماهیر شوروی سوسیالیستی بود.
از باشگاه‌هایی که در آن بازی کرده‌است می‌توان به باشگاه فوتبال زسکا مسکو اشاره کرد.
وی همچنین در تیم ملی فوتبال شوروی بازی کرده‌است.
وی در مسابقات کشوری و بین‌المللی در مجموع برندهٔ ۱ مدال طلا شده‌است.